# Wegenstetten
Wegenstetten (schweizerdeutsch: ˈʋæː.gəˌʃtɛtːə) ist eine Einwohnergemeinde im Schweizer Kanton Aargau. Sie gehört zum Bezirk Rheinfelden, liegt im Westen der Region Fricktal rund fünf Kilometer südwestlich der Grenze zu Deutschland und grenzt an den Kanton Basel-Landschaft.

## Geographie
Das Dorf liegt inmitten des Tafeljuras am oberen Ende des Möhlintals, das vom Möhlinbach durchflossen wird. Der Bach entspringt an der westlichen Gemeindegrenze, verläuft zunächst in Richtung Nordosten und ändert im Dorfzentrum die Fliessrichtung auf Nordwest. In Richtung Norden erstrecken sich zwei Hochebenen, die Schanz (514 m ü. M.) auf der linken Talseite und der Hersberg (543 m ü. M.) auf der rechten Talseite. Der Übergang ins benachbarte Fischingertal bei Schupfart wird durch einen flachen Sattel im Nordosten gebildet. Im Süden und Osten erheben sich die steilen Abhänge der Ruebhalde (718 m ü. M.), der Wegenstetter Fluh (708 m ü. M.) und des Tiersteinbergs (749 m ü. M.). Die Gemeindegrenze verläuft hier (mit wenigen Ausnahmen) entlang einer Geländekante, die den Übergang zu einer ausgedehnten Hochebene bildet.
Die Fläche des Gemeindegebiets beträgt 712 Hektaren, davon sind 241 Hektaren bewaldet und 62 Hektaren überbaut. Der höchste Punkt liegt auf dem Gipfel der Ruebhalde, der tiefste auf 425 m ü. M. am Möhlinbach. Das Gemeindegebiet von Wegenstetten ist Teil des Juraparks Aargau, einem «Regionalen Naturpark von nationaler Bedeutung». Nachbargemeinden im Aargau sind Hellikon im Nordwesten, Schupfart im Nordosten und Wittnau im Südosten. Nachbargemeinden im Kanton Basel-Landschaft sind Hemmiken im Westen und Rothenfluh im Südwesten.

## Geschichte
Streufunde weisen auf eine Besiedlung während der Jungsteinzeit hin. Ausserdem kamen die Fundamente zweier römischer Gutshöfe und einer alemannischen Steinkiste zum Vorschein. Grundherren im Hochmittelalter waren das Damenstift Säckingen und die Grafen von Homberg-Thierstein. Die erste urkundliche Erwähnung von Wegosteton erfolgte im Jahr 1246. Der Ortsname stammt vom althochdeutschen (ze) Waginstetin und bedeutet «bei den Wohnstätten des Wago». Niedergerichts- und Blutgerichtsbarkeit waren zunächst im Besitz der Herren vom Stein, ab 1350 der Herren von Schönau. 1445 zerstörte ein verheerender Grossbrand das Dorf, nachdem es von Truppen aus Basel und der Eidgenossenschaft geplündert worden war.
Nach der Reichsreform des österreichischen Kaisers Maximilian I. gehörte Wegenstetten ab 1491 zu Vorderösterreich, Doch die österreichisch-habsburgischen Beamten in Rheinfelden verfügten hier über bedeutend weniger Kompetenzen als in den Nachbardörfern. Die Schönauer praktizierten eine weitgehend selbständige Dorfherrschaft innerhalb der Kameralherrschaft Rheinfelden und dominierten auch das wirtschaftliche Geschehen. Im 17. Jahrhundert gab es kaum längere Friedenszeiten. Der Rappenkrieg, ein Bauernaufstand, dauerte von 1612 bis 1614. Im Jahr 1632, während des Dreissigjährigen Krieges, plünderten Schwedische Truppen das Dorf und warfen es in seiner Entwicklung weit zurück. Auch während des Pfälzischen Erbfolgekrieges (1688–1697) zogen fremde Truppen durch die Region.

Historisches Luftbild von Werner Friedli von 1958

Die erste Schule wurde im Jahr 1717 erwähnt. 1761 wütete ein von einigen Freudenböllern ausgelöster Grossbrand im Dorf, der 22 Gebäude zerstörte; die Löscharbeiten wurden durch das im eiskalten Winter gefrorene Wasser stark behindert. Ab 1797 war das Fricktal nach dem Frieden von Campo Formio ein französisches Protektorat, womit auch die Herrschaft der Schönauer endete. Während des Zweiten Koalitionskrieges verlief hier die Frontlinie zwischen den Armeen Frankreichs und Österreichs. Am 20. Februar 1802 wurde Wegenstetten eine Gemeinde im Distrikt Rheinfelden des Kantons Fricktal, der sich im August der Helvetischen Republik anschloss. Seit dem 19. Februar 1803 gehört die Gemeinde zum Kanton Aargau.
1819 konnte sich das Dorf von den Zehnten an das Stift Säckingen loskaufen. Bis weit ins 20. Jahrhundert hinein blieb das Dorf von der Landwirtschaft geprägt, weit verbreitete Armut führte zu mehreren Auswanderungswellen. Während des Kulturkampfes kam es in den 1870er Jahren zu einer Spaltung der Kirchgemeinde in einen römisch-katholischen und einen christkatholischen Teil. Wegenstetten wandelte sich von einer Bauern- zu einer Wohngemeinde, da immer mehr Menschen aus der Region Basel hierher zogen. Seit Beginn der 1980er Jahre ist die Bevölkerungszahl um mehr als die Hälfte angestiegen.

## Wappen
Die Blasonierung des Gemeindewappens lautet: «In Rot schwarz gefugte weisse Mauer mit vier Zinnen und Schiessscharten.» Die Gemeinde führte seit 1925 das Wappen der einst in Rheinfelden und Basel lebenden Familie von Wegenstetten. Dieses ähnelte aber stark den Wappen des Klosters Muri und der Gemeinde Muri, weshalb die kantonale Wappenkommission eine Änderung empfahl. 1966 wurden zur besseren Unterscheidung die Zinnen von drei auf vier erhöht, überdacht und zusätzlich Schiessscharten hinzugefügt.

## Sehenswürdigkeiten
Durch ihre exponierte Lage auf einer von zwei Bachgräben begrenzten Geländeterrasse am Hang des Tiersteinbergs ist die römisch-katholische Pfarrkirche St. Michael ein Wahrzeichen des Dorfes. Das barocke Bauwerk wurde 1741 nach Plänen des Architekten Johann Caspar Bagnato erbaut, der Kirchturm stammt aus dem späten 15. Jahrhundert. Zum Kirchenbezirk gehören auch das Sigristenhaus sowie das zwischen 1760 und 1765 errichtete Pfarrhaus. Im Dorfkern sind einige Gebäude aus dem späten 18. und dem 19. Jahrhundert erhalten geblieben.

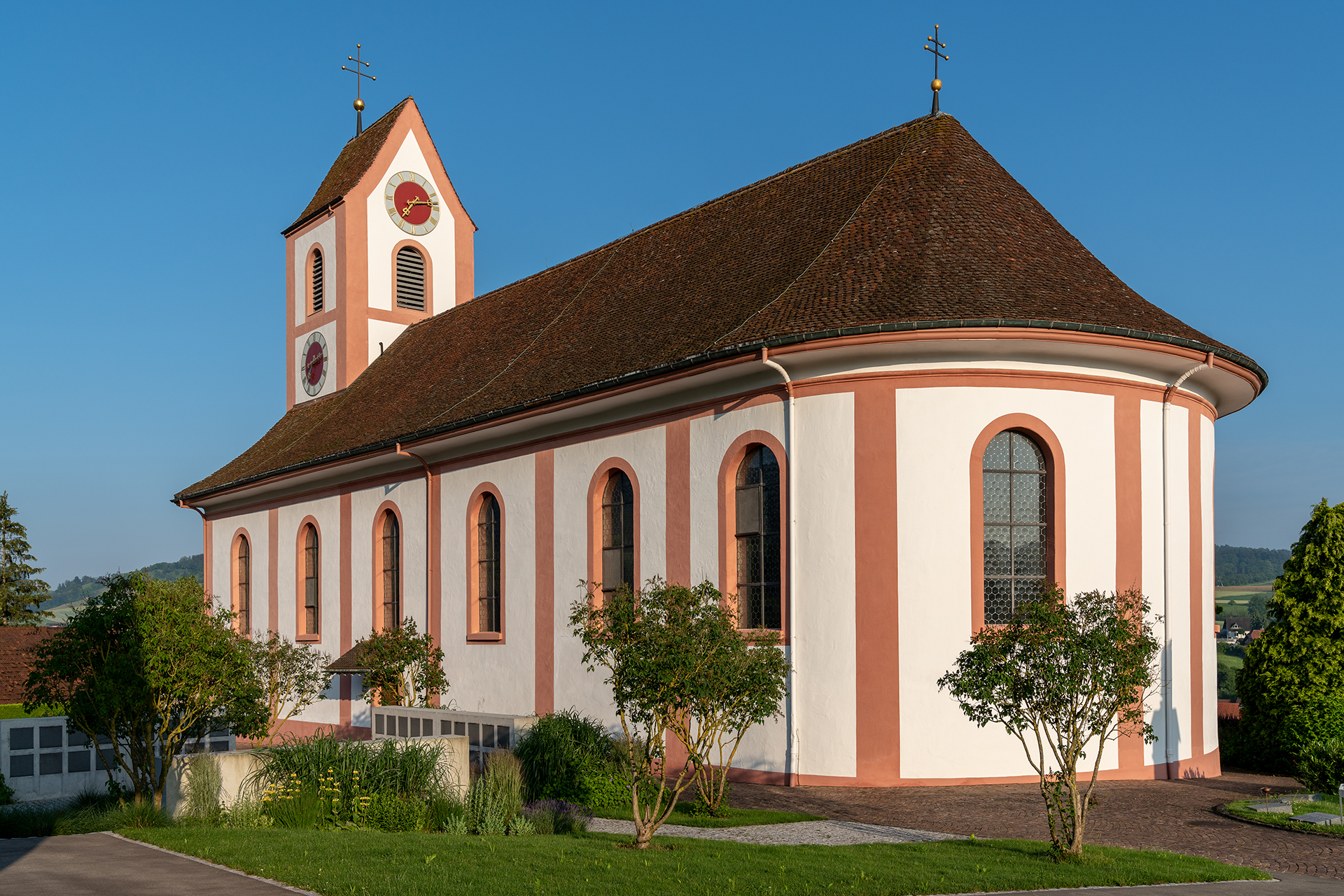
Pfarrkirche St. Michael
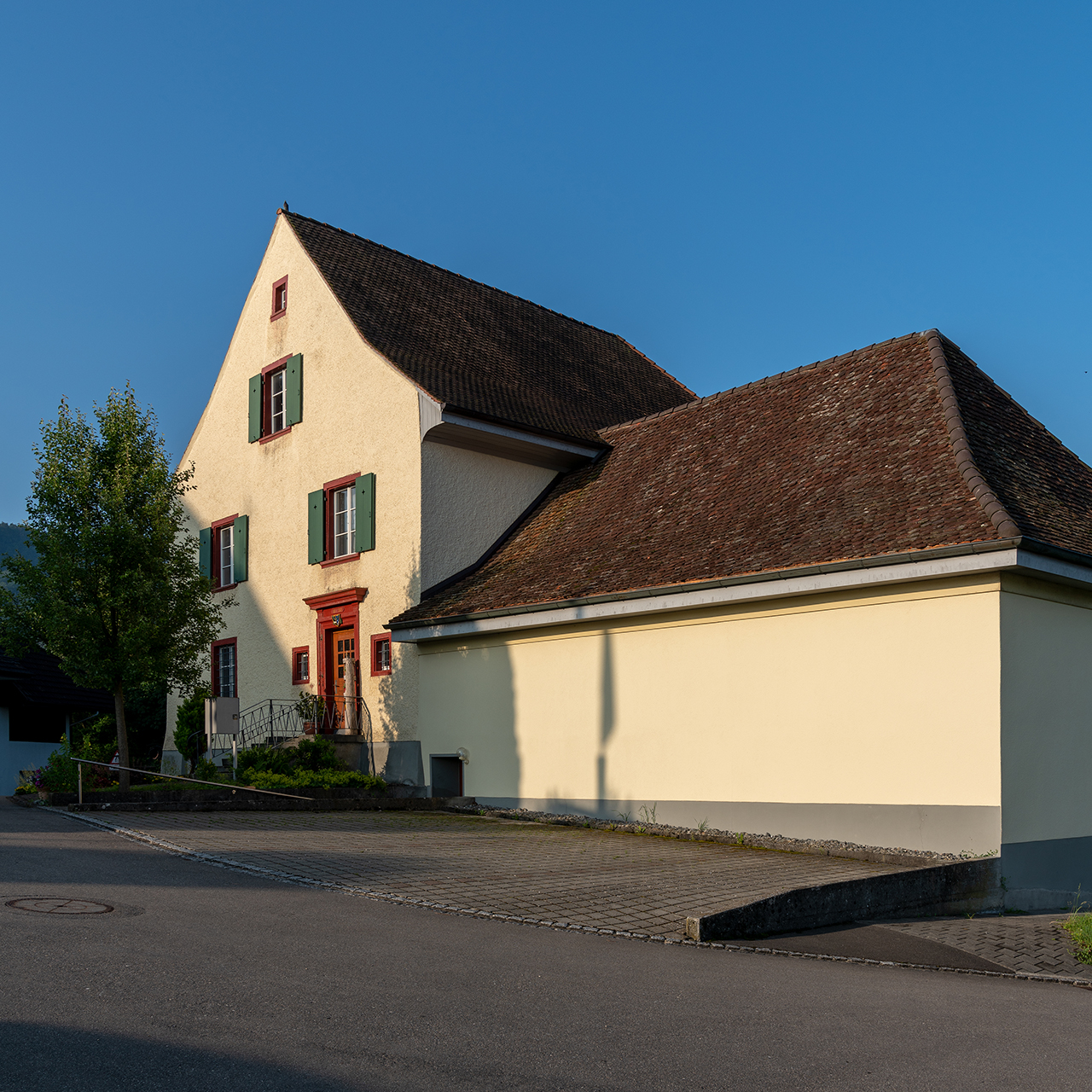
Pfarrhaus
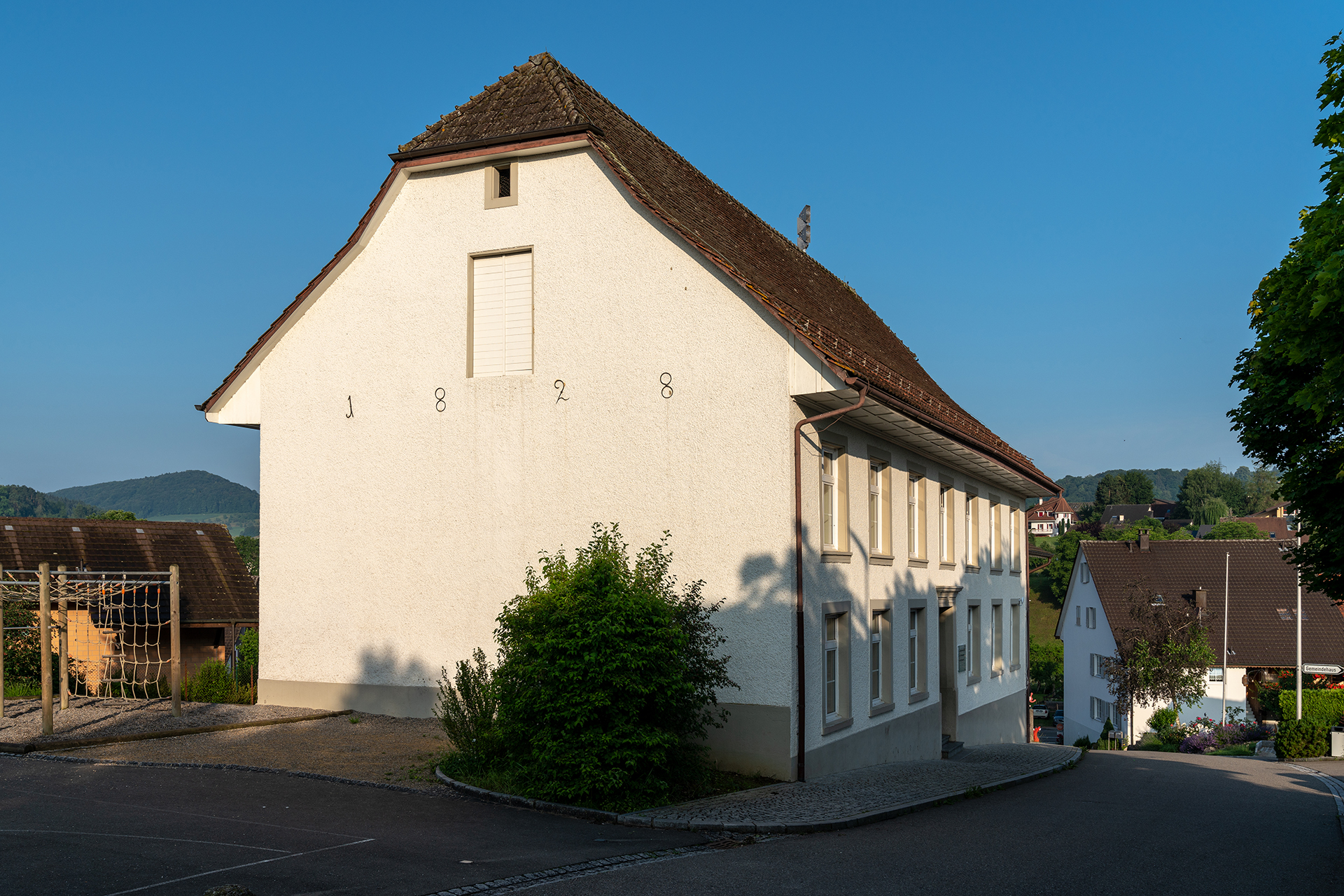
Schulhaus, 1828
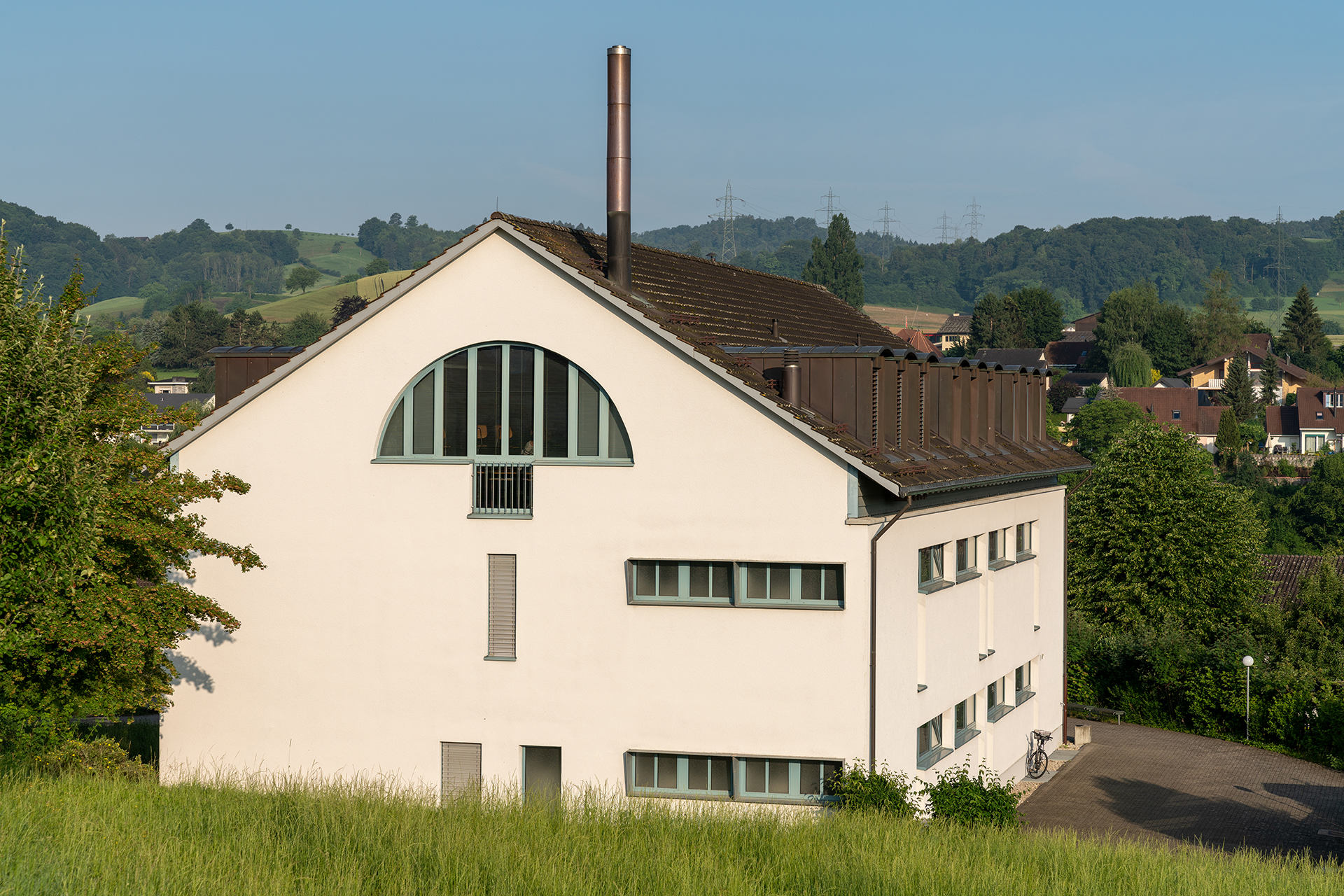
Schulhaus, 1980
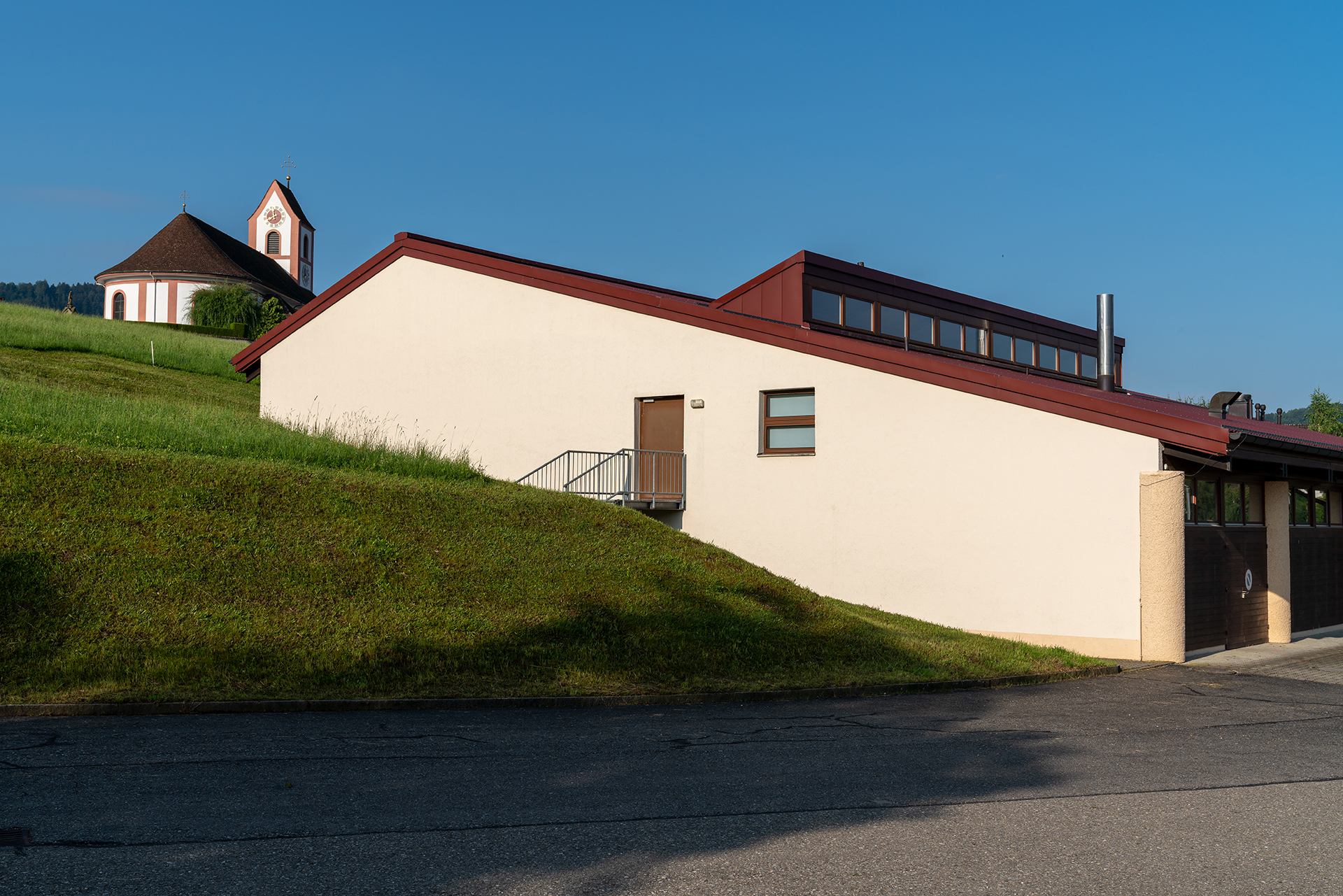
Kirche und Turnhalle
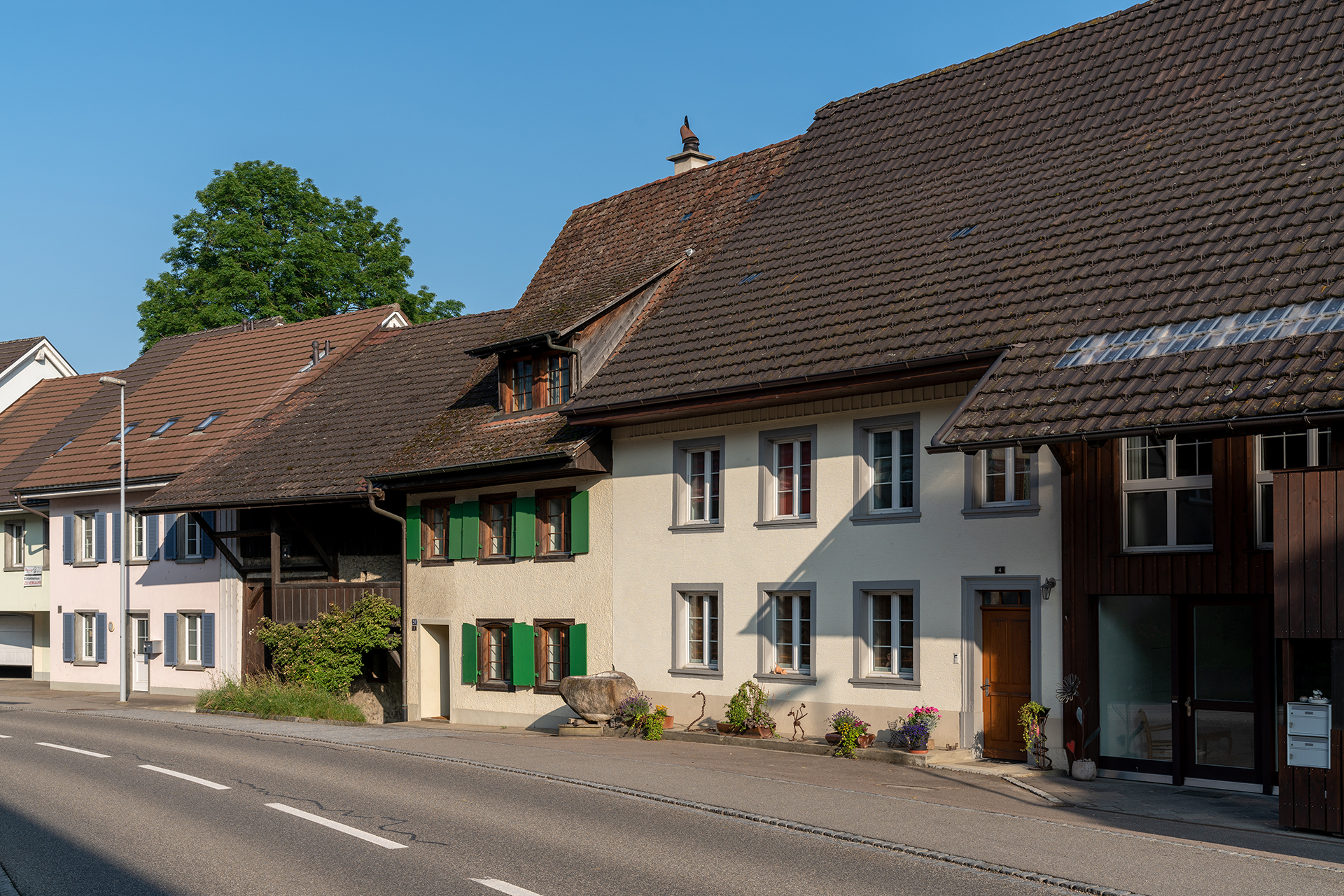
Dorfstrasse
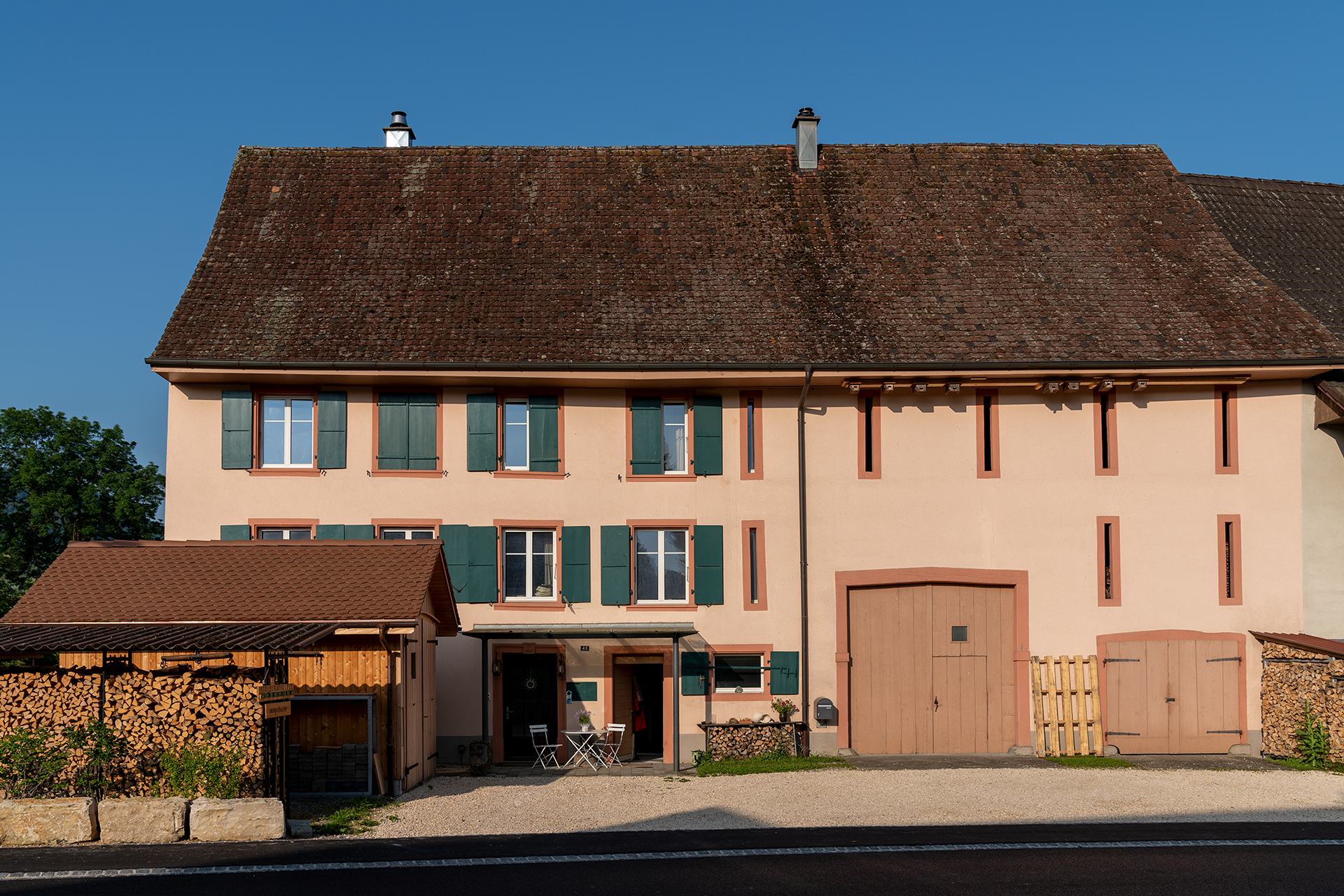
Markantes Bauernhaus
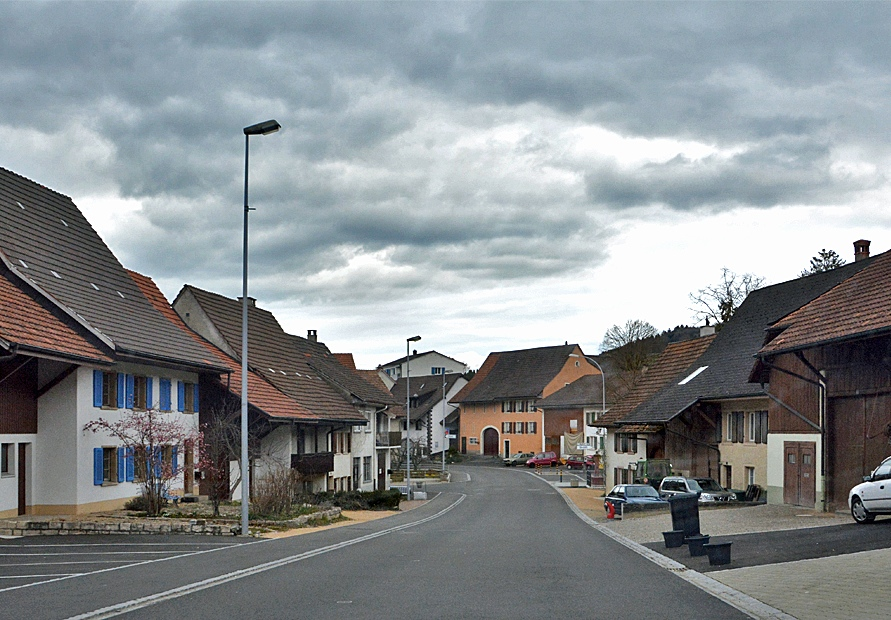
Dorfstrasse

## Bevölkerung
Die Einwohnerzahlen entwickelten sich wie folgt:
| Jahr      | 1768 | 1850 | 1900 | 1930 | 1950 | 1960 | 1970 | 1980 | 1990 | 2000 | 2010 | 2020 |
| Einwohner | 480  | 755  | 591  | 576  | 600  | 607  | 647  | 669  | 834  | 994  | 1081 | 1040 |

Am 31. Dezember 2023 lebten 1023 Menschen in Wegenstetten, der Ausländeranteil betrug 11,2 %. Bei der Volkszählung 2015 bezeichneten sich 53,1 % als römisch-katholisch, 18,6 % als reformiert und 4,9 % als christkatholisch; 23,4 % waren konfessionslos oder gehörten anderen Glaubensrichtungen an. 95,8 % gaben bei der Volkszählung 2015 Deutsch als ihre Hauptsprache an, 1,5 % Serbokroatisch und 1,2 % Albanisch.

## Politik und Recht
Die Versammlung der Stimmberechtigten, die Gemeindeversammlung, übt die Legislativgewalt aus. Ausführende Behörde ist der fünfköpfige Gemeinderat. Er wird im Majorzverfahren vom Volk gewählt, seine Amtsdauer beträgt vier Jahre. Der Gemeinderat führt und repräsentiert die Gemeinde. Dazu vollzieht er die Beschlüsse der Gemeindeversammlung und die Aufgaben, die ihm vom Kanton zugeteilt wurden. Für Rechtsstreitigkeiten ist in erster Instanz das Bezirksgericht Rheinfelden zuständig. Wegenstetten gehört zum Friedensrichterkreis XIV (Rheinfelden).

## Wirtschaft
In Wegenstetten gibt es gemäss der im Jahr 2015 erhobenen Statistik der Unternehmensstruktur (STATENT) rund 210 Arbeitsplätze, davon 27 % in der Landwirtschaft, 17 % in der Industrie und 56 % im Dienstleistungssektor. Die meisten Erwerbstätigen sind Wegpendler und arbeiten in den grösseren Gemeinden des Fricktals und in der Agglomeration der Stadt Basel.

## Verkehr
Wegenstetten ist über mehrere Ortsverbindungsstrassen erreichbar. Diese führen nach Möhlin, Eiken und Gelterkinden. Der nächstgelegene Anschluss der Autobahn A3 befindet sich bei Eiken. Die Anbindung an das Netz des öffentlichen Verkehrs erfolgt durch zwei Postautolinien. Sie haben beide ihre Endstation in Wegenstetten und führen nach Möhlin bzw. Gelterkinden. An Wochenenden verkehrt ein Nachtbus von Möhlin durch das Möhlintal und das Fischingertal zurück nach Möhlin.

## Bildung

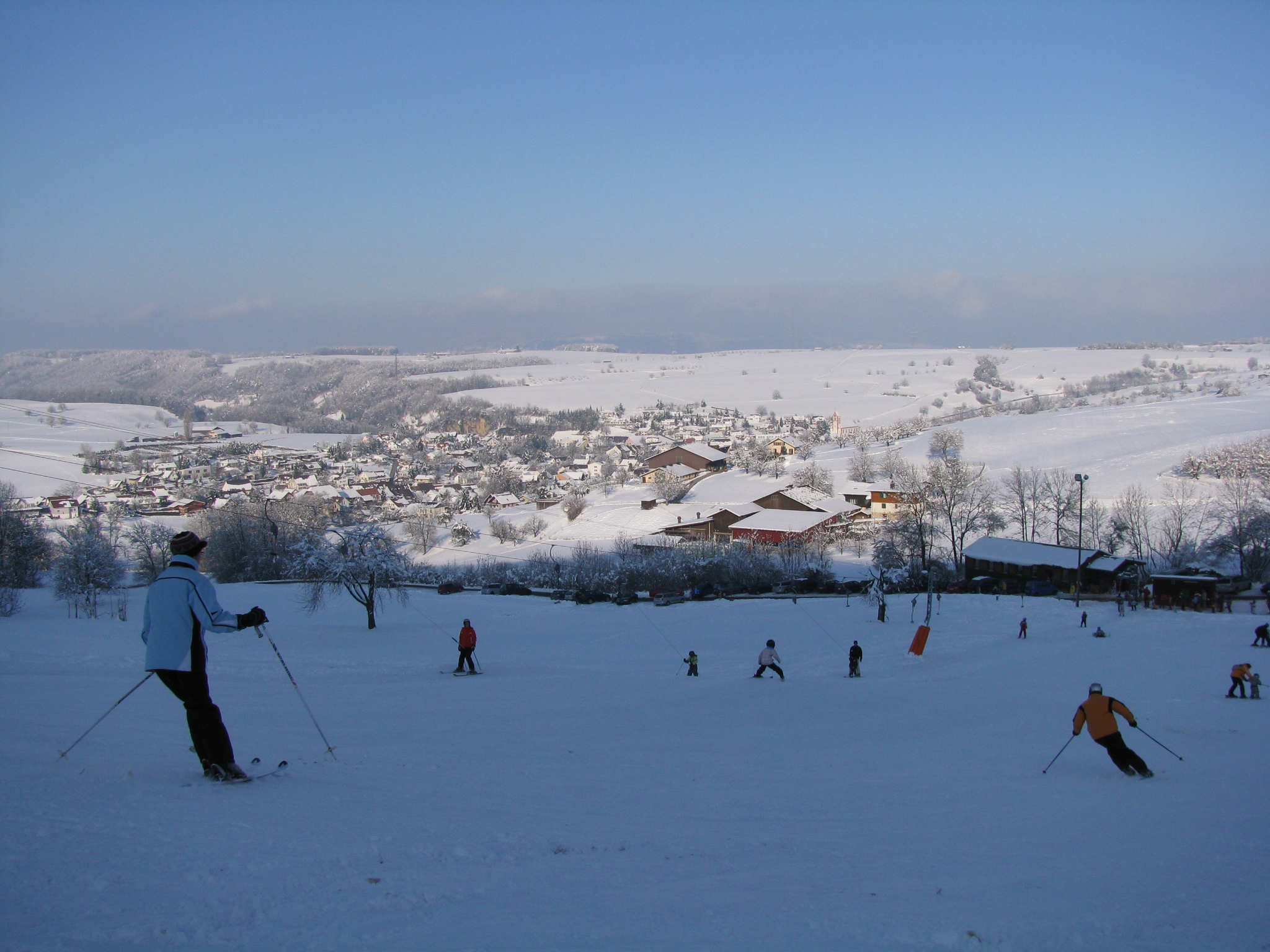
Sicht auf Wegenstetten von der Föhrlimatt aus

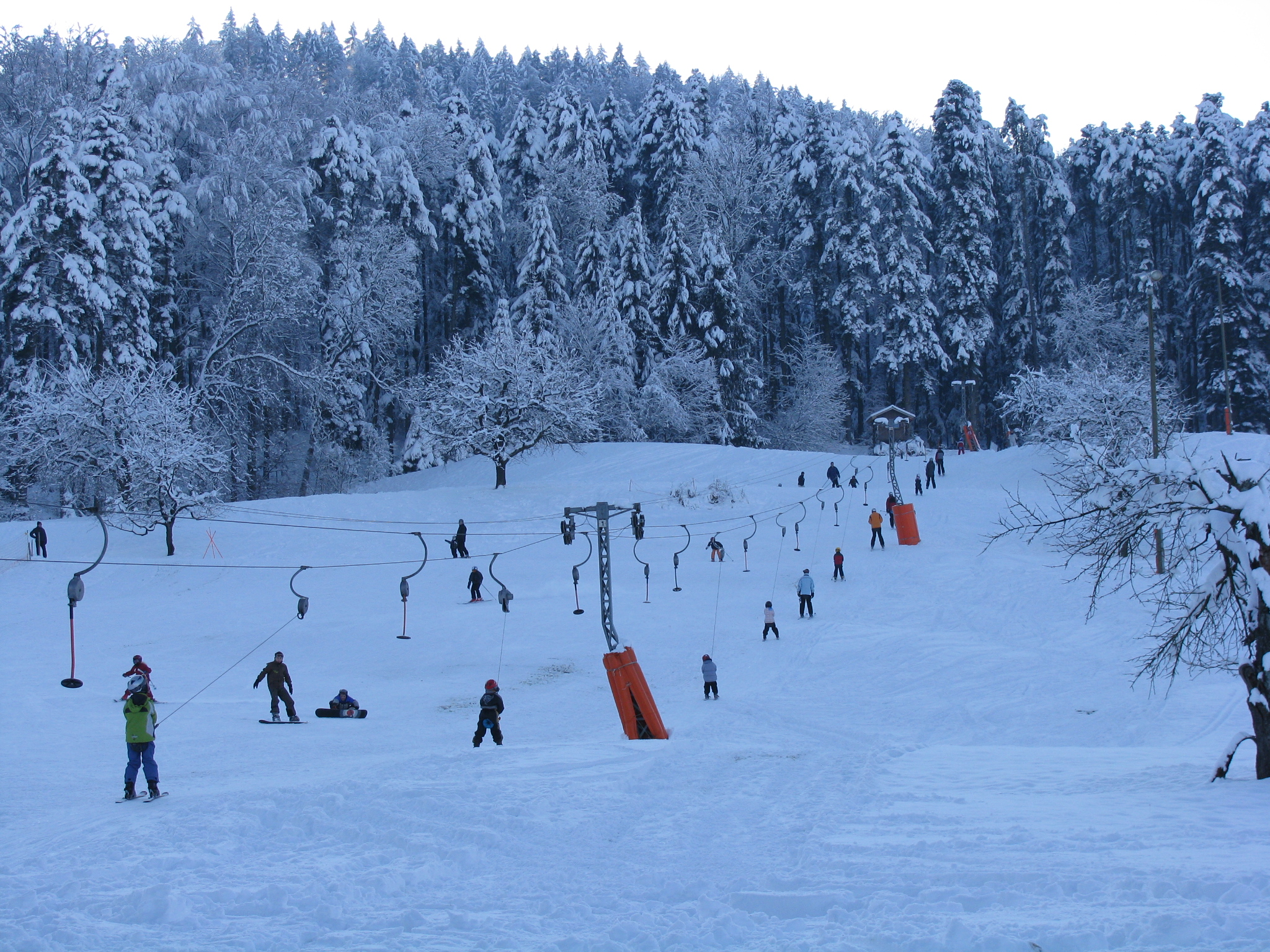
Skilift

Die Gemeinde verfügt über zwei Kindergärten und zwei Schulhäuser, in denen die Primarschule und die Sekundarschule unterrichtet werden. Die Realschule und die Bezirksschule können in Möhlin besucht werden. Aufgrund einer interkantonalen Vereinbarung können Jugendliche aus Teilen des Fricktals das Gymnasium in Muttenz (Kanton Basel-Landschaft) oder in Basel absolvieren.

## Besonderheiten
Rund einen Kilometer südlich von Wegenstetten am Nordhang des «Kei» liegt das kleine Wintersportgebiet Föhrlimatt. Es beinhaltet einen 320 Meter langen Skilift (Tellerlift), der eine Höhendifferenz von rund 60 Metern überwindet. Die rund 300 Meter lange Ski- und Snowboardpiste hat im Schnitt nicht mehr als 25 % Längs- und Quergefälle und zählt damit zu den einfachen Pisten. Sie ist durchgängig beleuchtet und kann nachts befahren werden. Für Schlittel- und Bobfahrten steht eine separate, rund 150 Meter lange Piste zur Verfügung. Auf der Wegenstetter Fluh gibt es einen Aussichtspunkt auf einer Höhe von 708 m über dem Meeresspiegel.